# Ctenitis thwaitesii
Ctenitis thwaitesii är en träjonväxtart som beskrevs av Holtt. Ctenitis thwaitesii ingår i släktet Ctenitis och familjen Dryopteridaceae. Inga underarter finns listade.